# Luis Dávila
Luis Dávila, né Héctor Carmelo Gonzáles Ferrantino à Buenos Aires le 15 juillet 1927, mort dans la même ville le 21 août 1998, est un acteur argentin.

## Biographie
Luis Dávila commence sa carrière au cinéma en 1952, pour une trentaine d'années : il joue dans plus de 70 films, aux côtés d'actrices telles que Silvia Legrand (es), Mirtha Legrand, Julia Sandoval, Lolita Torres, Silvia Montanari (es), Irma Roy (es) et Lilián del Río. Il s'installe pendant quatorze ans en Espagne, où il a des rôles dans des films de genre (film d'espionnage ou western spaghetti), aux côtés de Claudia Cardinale, Lino Ventura et Giuliano Gemma. 
À partir de 1973, il apparaît moins sur le grand écran, et participe à une vingtaine de séries télévisées et de telenovelas, dont Amor prohibido (1986), avec Verónica Castro.
Il meurt d'un arrêt cardiaque au sanatorium Santa Isabel de Buenos Aires, où il avait été hospitalisé. Sa dépouille a été déposée au panthéon des acteurs du Cimetière de la Chacarita.

## Filmographie partielle

### Cinéma
- 1952 : El baldío, de Carlos Rinaldi
- 1952 : Vigilantes y ladrones, de Carlos Rinaldi
- 1954 : María Magdalena, de Carlos Hugo Christensen
- 1955 : Sinfonía de juventud, d'Oscar Carchano
- 1955 : Lo que le pasó a Reynoso, de Leopoldo Torres Ríos
- 1955 : El canario rojo, de Julio Porter
- 1955 : Requiebro, de Carlos Schlieper
- 1955 : Vida nocturna, de Leo Fleider
- 1955 : Mi marido y mi novio, de Carlos Schlieper
- 1956 : Novia para dos, de Leo Fleider
- 1957 : Le Conquérant solitaire (Operación Antartida), de Bernard Roland
- 1958 : La hermosa mentira, de Julio Saraceni
- 1959 : Amor se dice cantando, de Miguel Morayta
- 1959 : Campo arado, de Leo Fleider
- 1960 : Vacanze in Argentina, de Guido Leoni
- 1960 : Héroes de hoy, d'Enrique Dawi
- 1962 : Sócio de Alcova, de George Cahan
- 1962 : La Tigresse (Bahía de Palma), de Juan Bosch Palau
- 1963 : Los que verán a Dios, de Rodolfo Blasco
- 1963 : Las gemelas, d'Antonio del Amo
- 1963 : Le Triomphe d'El Cordobès (Chantaje a un torero), de Rafael Gil
- 1963 : Le Péché (Noche de Verano) de Jorge Grau
- 1963 : El sol en el espejo, d'Antonio Román : Carlos
- 1963 : La gran coartada, de José Luis Madrid
- 1964 : El escándalo, de Javier Setó
- 1964 : Como dos gotas de agua, de Luis César Amadori
- 1964 : Le Désir (Donde tú estés), de German Lorente : Rodolfo
- 1964 : Una madeja de lana azul celeste, de José Luis Madrid
- 1964 : Prohibido soñar, de Silvio F. Balbuena
- 1964 : Relevo para un pistolero, de Ramon Torrado
- 1965 : Flor salvaje, de Javier Setó
- 1965 : Faites vos jeux, mesdames, de Marcel Ophüls
- 1965 : 077 : Espionnage à Tanger (Marc Mato, agente S. 077), de Gregg G. Tallas
- 1965 : L'Homme qui venait de Canyon City (Viva Carrancho!), d'Alfonso Balcázar : Red
- 1965 : Un colt pour McGregor (en italien : L'uomo dalla pistola d'oro, en espagnol : Doc, manos de plata), d'Alfonso Balcázar
- 1965 : Le colt est ma loi (La colt è la mia legge), d'Alfonso Brescia
- 1965 : María Rosa, d'Armando Moreno
- 1965 : Tumba para un forajido (it), de José Luis Madrid
- 1965 : La otra orilla, de José Luis Madrid
- 1966 : Zampo y yo, de Luis Lucia
- 1966 : Dynamite Jim, d'Alfonso Balcázar
- 1966 :  Mission secrète pour Lemmy Logan (Agente Logan - Missione Ypotron), de Giorgio Stegani
- 1967 : Le vicomte règle ses comptes, de Maurice Cloche : Steve Heller
- 1967 : Quatre, trois, deux, un, objectif Lune (...4..3..2..1...morte), de Primo Zeglio
- 1967 : Steve, à toi de crever (L'uomo del colpo perfetto), d'Aldo Florio
- 1968 : Llaman de Jamaica, Mr. Ward, de Julio Salvador
- 1968 : Commando suicide, de Camillo Bazzoni : Sam
- 1968 : Rébus, de Nino Zanchin
- 1969 : Les Pistoleros de l'Ouest (La morte sull'alta collina), de Fernando Cerchio : le marshal fédéral Francis Parker
- 1969 : Las amigas, de Pedro Lazaga
- 1969 : Simon Bolivar, d'Alessandro Blasetti
- 1969 : Sur ordre du Führer (La battaglia d'Inghilterra), d'Enzo G. Castellari
- 1969 : Las nenas del mini-mini, de Germán Lorente
- 1969 : Marcellino e padre Johnny (Johnny Ratón), de Vicente Escrivá
- 1970 : Formule 1 (Paranoia), d'Umberto Lenzi
- 1970 : Verano 70, de Pedro Lazaga
- 1970 : Matalo!, de Cesare Canevari
- 1970 : La révolte gronde à Bornéo (Le tigri di Mompracem), de Mario Sequi
- 1971 : La Grande Chevauchée de Robin des Bois (L'arciere di fuoco), de Giorgio Ferroni
- 1971 : Le Retour d'Ivanhoé (La spada normanna), de Roberto Mauri
- 1971 : Si estás muerto, ¿por qué bailas?, de Pedro Mario Herrero
- 1972 : La casa de las palomas, de Claudio Guerín
- 1972 : Les Deux Visages de la peur (Coartada en disco rojo), de Tulio Demicheli : docteur Michele Azzini
- 1972 : Las colocadas, de Pedro Maso
- 1972 : Los novios de mi mujer, de Ramón Fernández
- 1972 : Basuras humanas, d'Emilio Gómez Muriel
- 1972 : Pancho Villa (it), d'Eugenio Martín
- 1973 : Las tres perfectas casadas, de Benito Alazraki
- 1973 : La redada, de José Antonio de la Loma
- 1975 : La venganza de la momia, de Carlos Aured
- 1979 : Hormiga negra, de Ricardo Defilippi
- 1979 : Cuatro pícaros bomberos, de Carlos Galettini
- 1979 : Juventud sin barreras, de Ricardo Montes

### Télévision
- 1961 : Obras maestras Philco, série télévisée, un épisode
- 1964 : Primera fila, série télévisée, un épisode
- 1966 : Historias para no dormir, série télévisée, un épisode
- 1966 : Novela, série télévisée, un épisode
- 1967-1970 : Estudio 1, série télévisée, deux épisodes
- 1971 : Estación retiro, série télévisée, 209 épisodes
- 1971-1973 : Alta comedia, série télévisée, 4 épisodes
- 1973 : Quiero saber tu verdad, série télévisée, 19 épisodes
- 1973 : Ese que no la quiere, série télévisée, 13 épisodes
- 1974 : Con odio y con amor, série télévisée, 29 épisodes
- 1977 : Mi hermano Javier, série télévisée, 29 épisodes
- 1979 : El hombre que yo inventé, série télévisée, 19 épisodes
- 1979 : Propiedad horizontal, série télévisée, 19 épisodes
- 1980 : Trampa para un soñador, série télévisée, 97 épisodes
- 1981 : Quiero gritar tu nombre, série télévisée, 195 épisodes
- 1982 : Todo tuyo, série télévisée, 16 épisodes
- 1983 : Aprender a vivir... 83, série télévisée, 23 épisodes
- 1985 : Rossé, série télévisée, 39 épisodes
- 1986 : La viuda blanca, série télévisée, 21 épisodes
- 1986 : Cuando vuelvas a mí, série télévisée, 19 épisodes
- 1986 : Amor prohibido (it), série télévisée, 77 épisodes
- 1988 : El mago, série télévisée, 13 épisodes